# Спарта (ракета)
Вижте пояснителната страница за други значения на Спарта.
„Спарта“ е ракета носител от Австралия.
Като първа степен използва ракета „Редстоун“, „Антарес“ като втора и „BE-3“ като трета степен.
Ракетата е изстрелвана през 1966 и 1967 г. от Умера, Южна Австралия. Изстрелванията са тестове за обратно навлизане в атмосферата и за извеждането на спътник WRESAT на 29 ноември 1967 г.
Техническа характеристика
| Апогей            | Апогей            | 1100 км   |
| Тяга при излитане | Тяга при излитане | 357 kN    |
| Обща маса         | Обща маса         | 30 000 кг |
| Диаметър          | Диаметър          | 1,78 м    |
| Дължина           | Дължина           | 21,80 м   |